# Howwood
Howwood es una localidad situada en el concejo de Renfrewshire, en Escocia (Reino Unido), con una población estimada a mediados de 2020 de 1600 habitantes.
Se encuentra ubicada en el centro-oeste de Escocia, cerca del fiordo de Clyde y a poca distancia al oeste de Glasgow.